# Elvitte a víz
Az Elvitte a víz (eredeti cím: Flushed Away) 2006-ban bemutatott brit–amerikai 3D-s számítógépes animációs kalandfilm-vígjáték, amely az Aardman teljes egészében számítógéppel animált filmje, a megszokott stop-motion technika ellenében, és a DreamWorks 13. filmalkotása. Az animációs játékfilm rendezői David Bowers és Sam Fell, a producerei Cecil Kramer, Peter Lord és David Sproxton. A forgatókönyvet Dick Clement, Ian La Frenais és Simon Nye írta, a zenéjét Harry Gregson-Williams szerezte. A mozifilm a DreamWorks Animation és a Aardman Animations gyártásában készült, a Paramount Pictures forgalmazásában jelent meg.
Az Amerikai Egyesült Államokban 2006. november 3-án, Magyarországon 2006. november 30-án mutatták be a mozikban.
Az Elvitte a víz az utolsó együttműködés az Aardman és a DreamWorks között, „kreatív különbségekre” hivatkozva.

## Rövid történet
Egy elővárosi patkány története, akit a tetőtéri lakásából lehúznak a vécén, és végül London csatornáiban köt ki, ahol egy teljesen új és más életmódot kell megtanulnia.

## Cselekmény
Roddy St. James egy felsőosztálybeli házipatkány, aki egy kensingtoni luxuslakásban éli mindennapjait. Mikor egy közönséges, Sid nevű patkány a csatornából feljut a mosogató csövein keresztül, s úgy véli, megütötte a főnyereményt, Roddy, hogy megszabaduljon tőle, azt a tervet eszeli ki, hogy megmutatja újdonsült, nemkívánatos lakótársának a „jacuzzit”, ami valójában a vécécsésze. Lehet, hogy Sid egy nemtörődöm naplopó, ám csatornapatkány, így nem esik nehezére felismernie egy WC-t. A kövér rágcsáló megjátssza magát, majd egy hirtelen mozdulattal belöki Roddyt és lehúzza, egyenesen  London csatornái között elterülő földalatti patkányváros forgatagába. Itt találkozik Roddy Rita Malone-nal, a vakmerő patkánylánnyal, aki a Jammy Dodger nevű hűséges hajójával szeli a csatornák szennyvizeit. Rita kezdetben egyáltalán nem szíveli Roddyt, ám az események egymás mellé sodorják őket: a galád Varangy Ritára küldi csatlós patkányait, Tüskét és Albínót, mivel a lány korábban visszalopta tőle édesapja értékes rubinját. Varangy – aki előkelő angol lévén megvet minden rágcsálót – jégre akarja tenni két foglyát…szó szerint. Azonban ezen szándékában kudarcot vall, s a helyzet megváltozik: a szökéshez Rita magával visz egy egyedi módon megalkotott elektromos kábelt, amit később övként használ. Fogalma sincs róla, milyen fontos e tárgy Varangynak, aki nélküle nem képes megnyitni a zsilipkaput, hogy megfullassza az összes élő patkányt a városban, s benépesítse milliónyi ebihalával.
Miután sikerül lerázniuk Varangy patkányait, Roddy rájön, hogy a rubin hamisítvány, és eltöri, hogy ezt bebizonyítsa Ritának. A lány igen mérges lesz rá, de vigaszt lel abban, hogy Roddy megígéri neki: ha segít a hazajutásában, cserébe több drágakövet is ad neki. Rita hazalátogat családjához, mielőtt nekivágnak az útnak, s a több tucat lelket számláló házban Roddy is meleg fogadtatásban részesül.
Tüske és Albínó újabb próbálkozásra sem tudja elfogni a két patkányt, így Varangynak nincs más választása, mint Franciaországba küldeni kuzinjáért – a hírhedt, noha kissé szórakozott és ütődött zsoldosért, akit úgy ismernek, Le Béka. Le Béka magával hozza csatlós békáit, hogy végezzenek a Roddy-Rita párossal és visszaszerezzék a kábelt. Már majdnem sikerrel járnak, mikor Rita elragadja a tárgyat a felhőtlenül örvendező Le Béka kezei közül, miközben Roddyval egy ejtőernyőként alkalmazott zacskóba kapaszkodva kilavíroznak a csatornákból a város fölé, miután Rita szeretett hajóját elnyeli a víz. A patkányok sikeresen landolnak Roddy lakásában.
Roddy megtartja ígéretét és Ritának ad két értékes ékkövet. A lány úgy hiszi, a házban Roddynak barátai és rokonai is élnek, mígnem meglátja a ketrecét és ráébred, hogy az előkelő élethez szokott patkány egy házikedvenc. Sid továbbra is folytatja ámokfutását a lakásban, s mikor feltűnik a színen, Roddy mint öccsét, „Rupertet” mutatja be Ritának. Szerencsétlenségére azonban ők ismerik egymást. Rita csalódottan elbúcsúzik Roddytól, és visszamegy a csatornába.
A lakásban maradt két patkány a futball világdöntőt bámulja, mikor Sid elmondja Roddynak, hogy nem akar többet inni a félidőig, mert így is már vissza kell tartania vizeletét. Roddy ekkor rájön a Varangy tervére: félidőben az összes ember megrohamozza a mellékhelyiséget és egyszerre húzzák le a vécét. A varangy a kábel segítségével megnyitja a zsilipkaput, így a rengeteg, egyszerre zúduló víz elárasztja Patkopoliszt. Roddy megbízza Sidet, hogy legyen jó a házban lakó kislányhoz, ha hazajön, ő pedig ismét a csészébe veti magát, hogy megmentse a város lakóit. Ritát időközben sikerült elfogniuk a cselszövőknek, így a vezeték ismét Varangy birtokába került. Roddy megmenti a lányt, elmés ötleteivel pedig sikerül megfagyasztania az árhullámot,  mielőtt a szurkolók seregére dőlne az utcán.
Roddy segít Ritának megépíteni a Jammy Dodger II-t, és nekivág a vizeknek az egész családdal, hogy elkezdje új életét.
Rövidesen kiderül, Roddy épp jókor hagyta hátra régi otthonát. Gazdája ugyanis hazaérkezve új „baráttal” lepi meg az ott tartózkodó Sidet – egy macskával!

## Szereplők
| Szereplő            | Eredeti hang          | Magyar hang                             |
| ------------------- | --------------------- | --------------------------------------- |
| Roddy St. James     | Hugh Jackman          | Dévai Balázs Miller Zoltán (ének)       |
| Rita                | Kate Winslet          | Major Melinda                           |
| Varangy             | Ian McKellen          | Bács Ferenc                             |
| Le Béka             | Jean Reno             | Szilágyi Tibor                          |
| Albínó              | Bill Nighy            | Hajdu István                            |
| Tüske               | Andy Serkis           | Görög László                            |
| Sid                 | Shane Richie          | Csuja Imre                              |
| Rita apja           | David Suchet          | Végh Ferenc                             |
| Rita anyja          | Kathy Burke           | Bókai Mária                             |
| Rita nagymamája     | Miriam Margolyes      | Várnagy Katalin                         |
| Tabitha             | Rachel Rawlinson      | Kántor Kitty                            |
| Anya                | Susan Duerden         | Peller Mariann                          |
| Apa                 | Miles Richardson      | Kapácsy Miklós                          |
| Sportriporter       | John Motson           | Orosz István                            |
| Tex                 | Newell Alexander      | Pethes Csaba                            |
| Edna                | Susan Fitzer          | Illyés Mari                             |
| Faláb               | Paul Shardlow         | Albert Péter                            |
| Rendőr              | Roger Blake           | Péter Richárd                           |
| Lufiárus            | Roger Blake           | Garamszegi Gábor                        |
| Pisze-orrú Ted      | Christopher Fairbank  | Varga Tamás                             |
| Csótány             | Christopher Fairbank  | Garai Róbert                            |
| Tiszteletes patkány | N/A                   | Garai Róbert                            |
| Fergus              | Joshua Silk           | Bence Áron                              |
| Rita kishúga        | Meredith Wells        | Tamási Nikolett                         |
| Rita húga           | Ashleigh-Louis Elliot | Kardos Lili                             |
| Rita húga           | Ashleigh Ludwig       | Holok Viktória                          |
| Dagi Barry          | Christopher Knights   | Németh Gábor                            |
| Légy-hölgy          | Emma Tate             | Kossuth Gábor                           |
| Akciófigura         | Tom McGrath           | Pipó László                             |
| Festő               | Tom McGrath           | Arany Tamás                             |
| Tengeri makk        | Jonathan Kydd         | Gardi Tamás                             |
| Újságárus           | Douglas Weston        | Rékai Nándor                            |
| Liam                | Sam Fell              | Hamvas Dániel                           |
| Jós                 | Sam Fell              | Bácskai János                           |
| Nőcsábász           | Sam Fell              | Posta Victor                            |
| Ventilátor árus     | Sam Fell              | Arany Tamás                             |
| Kivevő              | Conrad Vernon         | Pipó László                             |
| Aranyhal            | David Bowers          | Katona Zoltán                           |
| Békaszolga #1       | David Bowers          | Szokol Péter                            |
| Shocky              | David Bowers          | Dene Tamás                              |
| Légy                | David Bowers          | Kossuth Gábor                           |
| Ebihalak            | David Bowers          | Katona Zoltán Kossuth Gábor Pipó László |

## Utalások filmekre és másra
- Mikor Roddy a film elején kiválasztja a megfelelő öltözéket, az egyik, amit előkap a gardróbjából, Wallace ruhája a Wallace és Gromitból. Egy másik az X-Men képregény Farkasának szerelése. Hugh Jackman, aki Roddy hangját adja, egyben Farkas megszemélyesítője is az X-Men filmváltozataiban. Ian McKellen, Varangy megszólaltatója ott szintén az ellenfelét (Magnetót) alakítja.
- Amikor a csatornába lezuhanás közben Roddy ölébe pottyan egy aranyhal és megkérdezi "Láttad apukámat?" az egyértelműrn Némó nyomában utalás
- Akikor Tüskéjék Roddyék nyomára bukkannak és bevillan egy pillanatra előbb közeledve, majd távolodva Tüske és Albínó feje és az a jellegzetes trombita dallam hozza az egyértelműen régi Batman rajzfilm utalás
- Rita hajójának a neve, „Jemmy Doger”, a Jolly Rogerre utal
- Abban a jelenetben, mikor Roddy és Rita a fagyasztóval néz farkasszemet, az egyik megfagyott patkány úgy van felöltözve, mint Han Solo a Csillagok háborújából (akit szintén „lefagyasztottak”).
- Roddy találkozik egy aranyhallal a csatornában. A hal azt kérdezi tőle, „Láttad apukámat?”, ami utalás a Disney és a Pixar filmjére, a Némó nyomábanra.
- Le Béka belépője Pókember belépőjének paródiája.
- Le Béka egyik csatlósa, Marcel, pantomimművész, csíkos pulóverben. Egyértelmű utalás Marcel Marceau pantomimművészre.
- Patkopolisz London kicsinyített mása.
- Roddy majdnem az összes James Bond-film főcímét parodizálja a nyitójelenetben. A film címe, amit megnéz „Halj meg holnap is” ("Die Again Tomorrow") nyilvánvaló tréfálkozás a két Bond-filmen, az A holnap markában című filmen (Tomorrow Never Dies) és a Halj meg máskor című filmen (Die Another Day).
- Miközben Roddy és Rita a Jammy Dodgerrel utaznak a csatornában, kis híján összeütköznek egy erős déli akcentussal beszélő patkánypárral. Az ütközést elkerülendő, Rita egy spirális manőverrel a csatorna tetejére kormányozza a hajót. Egy hasonló mutatványt láthatunk az Az aranypisztolyos férfi címet viselő Bond-moziban, amiben szerepel egy déli seriff és egy autó, ami szintén megpördül, mikor átugrik egy hidat.
- A spagettis csók/lenyelés a két csiga között a Susi és Tekergő híres jelenetét utánozza.
- Megérkeztekor Patkopoliszba, Roddy a levegőben röpül egy takaróba és egy alsóneműbe gabalyodva, és alant a patkányoktól azt hallhatjuk: „Egy madár? Egy repülő? Egy fickó az én alsógatyámban?” Ez a sor a szintén jól ismert Superman-szöveg kicsit módosított változata.
- Az egyik patkány falra vetődő árnyéka a Nosferatu, a vámpír híres képének megidézése.
- Rita családi házának tűzhelye mögött egy csótány Franz Kafka Az átváltozásának francia fordítását olvassa. A novella egy szürreális történet egy fiatalemberről, aki egy közelebbről meg nem határozott rovarrá transzformálódik; a fordításokban gyakran csótányhoz hasonlónak ábrázolják.
- Rex, a gnóm, az Aardman Animations egyik karaktere, feltűnik a film végén egy bámészkodó pólóján.
- Mielőtt a Jammy Dodger végleg a vízbe vész, a motorizált keze integet Ritának és Roddynak. A jelenet meglehetősen hasonló a Terminátor 2. – Az ítélet napja egyik utolsó jelenetéhez, amikor a T800-as (Arnold Schwarzenegger) az olvasztóba süllyed és integet.
- A Csibefutam DVD-változata is látható a filmek között a polcon, mikor Roddy kiválasztja a „Halj meg holnap is” filmet. Továbbá, még korábbi DreamWorks-filmek, mint a Cápamese, a Túl a sövényen, a Shrek, a Madagaszkár, és a Z, a hangya borítói is feltűnnek.
- Roddy szobájában a plüssnyúl mögött a könyvespolcon észrevehető a Cracking Animation című könyv, a gerincén Wallace és Gromit fotójával. Ez egy valódi könyv, melyben az Aardman a stop-motion technikáiról tanít.
- Gromit a Wallace és Gromitból plüssfiguraként tűnik fel a szobában, akárcsak Alex, az oroszlán a Madagaszkár című filmből, továbbá még néhány nyúl a Wallace és Gromit és az elvetemült veteménylényből.

## Érdekességek
- A legfőbb oka, hogy az Elvitte a víz számítógéppel készült, az az, hogy a víz megalkotása rendkívül bonyolult lett volna gyurmából, illetve a valódi víz kárt tett volna a modellekben. Hagyományosan, az Aardman stop-motion-nel animálja a filmjeit, de rendkívül drága lett volna a felvételeket vízzel megalkotni, s mivel a történetben a víz nagyon jelentős szerepet tölt be, az alkotók a CGI mellett döntöttek. A szereplők ugyanakkor jól kivehetően emlékeztetnek az Aardman klasszikus gyurmafiguráira, mivel az animátorok közvetlenül az eredeti gyurmamodellekről mintázták őket.
- A film munkacíme Ratopolis (kb. Patkánypolisz) volt, ám ezt megváltoztatták, hogy elkerüljék az esetleges keveredést a Disney-Pixar még be nem mutatott, Ratatouille (L'ecsó) címet viselő, szintén patkányos mozijával.
- A film eredeti koncepciójában kalózok fontos szerephez jutottak volna. A filmterv nem sokkal a Csibefutam 2000-es bemutatója után került a DreamWorkshöz, ahol az Aardmant arról tájékoztatták, hogy nincs piaca a kalózos filmeknek (ez 3 évvel az A Karib-tenger kalózai: A Fekete Gyöngy átka moziba kerülése előtt volt), s azt az utasítást kapták, hogy modernizálják a történetet. Míg az írók az új feladatot számításba véve munkához láttak, a produkciót ideiglenesen jegelték, hogy utat nyissanak a Wallace és Gromit és az Elvetemült Veteménylény előtt, s így az Elvitte a víz végül az A Karib-tenger kalózai: Holtak kincsét követően került a vászonra.
- Az Elvitte a víz az első DreamWorks animációs film, melynek poszterén a Paramount Pictures logója is szerepel (a Túl a sövényen plakátján csupán egy „Forgalmazza a Paramount Pictures Corporation”-sor volt feltüntetve, noha a Paramount-logó megjelent a főcím legvégén).
- Hugh Jackman a hangját biztosította egy másik 2006. novemberi produkcióhoz, a Táncoló talpakhoz. Mindkettőben dalra is fakad.
- Egy alkalommal a film folyamán Roddy azt állítja: „Hé, Anglia a világbajnokság döntőjében van. Bármi lehetséges.” Az utolsó jelenetek egyikében azonban egy újságcímlapon olvashatjuk, hogy Anglia kikapott a büntetők alkalmával. Egészen véletlenül a 2006-os labdarúgó-világbajnokságon Anglia ténylegesen tizenegyesrúgásokban maradt alul (noha a negyeddöntőkben) Portugáliával és nem Németországgal szemben.

## Díjak és jelentősebb jelölések
- BAFTA-díj

jelölés: legjobb animációs film
- Annie Awards

díj: legjobb forgatókönyv
díj: legjobb szinkronhang (Ian McKellen)
díj: legjobb karakteranimáció
díj: legjobb animációs effektusok
díj: legjobb produkciós dizájn